# Antidiamant

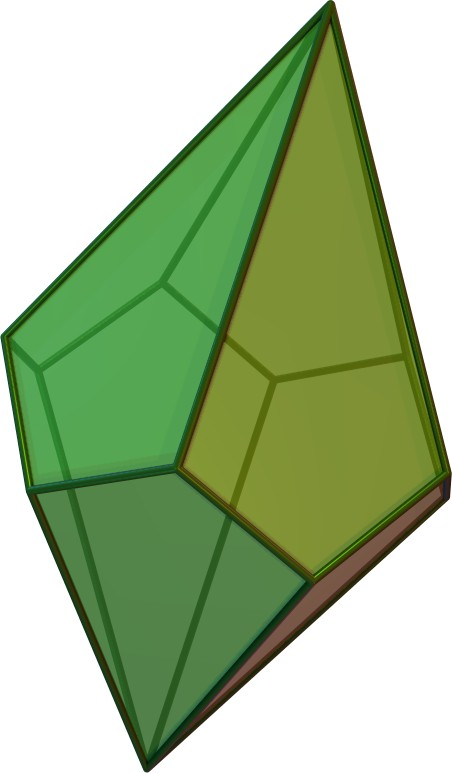
dessin d'un antidiamant d'ordre 5

En géométrie, un antidiamant est un polyèdre constitué de deux pyramides à base régulière de sommets S et S', symétriques, dont l'une a subi une rotation autour de l'axe SS'. Des arêtes sont ajoutées pour relier les sommets des deux bases ainsi obtenues.
L' ordre de l'antidiamant désigne le nombre d'arêtes issues du sommet S (ou S').
Le cube est un antidiamant d'ordre 3.
Un antidiamant est le dual d'un antiprisme semi-régulier.